# نادي نبيتجي
نادي بلقان هو نادي كرة قدم تركماني مقره في بلقان آباد. يلعب في الدرجة الممتازة من كرة القدم في تركمانستان. الملعب البيتي هو بلقان آباد الذي يسع لجلوس 10,000 شخص. في مايو 2010، غير النادي اسمه من نبيتشي بلقان آباد إلى بلقان بقرار من اتحاد كرة القدم المحلي.